# Sojusz Lewicy Demokratycznej - Unia Pracy
Alliantie van Verenigd Links – Unie van de Arbeid (SLD-UP) (Pools: Sojusz Lewicy Demokratycznej – Unia Pracy) was een linkse politieke alliantie, die in de jaren 2000-2005 en 2009-2015 in Polen heeft bestaan. Anders dan de naam doet vermoeden, was het oorspronkelijk geen alliantie tussen twee partijen, maar waren er meerdere partijen bij betrokken.

## 2000-2005
Bij de oprichting van de alliantie op 17 december 2000 waren er vijf deelnemende partijen:
- de Alliantie van Verenigd Links (SLD) – de sociaaldemocratische erfgenaam van de communistische PZPR
- de Unie van de Arbeid (UP) – ideologisch sterk verwant aan de SLD, maar voortgekomen uit Solidariteit
- de Landelijke Partij van Gepensioneerden en Arbeidsongeschikten (KPEiR) – een in 1994 opgerichte centrumlinkse belangenpartij
- de Democratische Partij (SD) – een centristische, sociaalliberale voormalige blokpartij
- de Democratische Volkspartij (PLD) – een centrumlinkse afsplitsing van de boerenpartij PSL onder leiding van oud-vicepremier Roman Jagieliński

Bij de parlementsverkiezingen van 2001 behaalde de SLD-UP 41,04% van de stemmen, goed voor 216 zetels in de Sejm en 75 zetels in de Senaat. In de Sejm vormden de SLD en de UP afzonderlijke fracties met 200 resp. 16 leden; tot de SLD-fractie behoorden ook twee leden van de PLD, één lid van de KPEiR en één lid van de SD). In de Senaat hadden de SLD en de UP wel gezamenlijke fractie. In de jaren 2001-2005 vormde de SLD-UP de basis van de regeringen van Leszek Miller en Marek Belka. 
De SLD-UP nam aan de Europese Parlementsverkiezingen van 2004 deel, ditmaal als alliantie van alleen de SLD en de UP; de KPEiR en de PLD kwamen bij deze verkiezingen met een eigen kiescomité uit, terwijl er leden van de SD op de kandidatenlijsten van het centrumrechtse kiescomité NKWW stonden. De SLD-UP behaalde 9,35% van de stemmen, goed voor 5 zetels (4 voor de SLD, 1 voor de UP).
De samenwerking eindigde in 2005 en bij de verkiezingen van 2005 vormde de UP een gemeenschappelijke lijst met de (een jaar eerder van de SLD afgesplitste) Sociaaldemocratie van Polen (SDPL) en de Groenen 2004, die echter een teleurstellend resultaat behaalde en beneden de kiesdrempel van 5% bleef. Om tegenwicht te kunnen bieden tegen de rechtse regering, kwam er in 2006 een nieuwe, bredere alliantie van centrumlinkse partijen tot stand (Links en Democraten, LiD), waartoe naast de SLD en de UP ook de SDPL en de Democratische partij - demokraci.pl behoorden. Deze alliantie behaalde 13,2% van de stemmen bij de parlementsverkiezingen van 2007, maar viel in 2008 weer uiteen. 

## 2009-2015
Voorafgaande aan de Europese Parlementsverkiezingen van 2009 werd de alliantie SLD-UP nieuw leven ingeblazen, opnieuw met deelname van de KPEiR. De alliantie behaalde ditmaal 12,34% van de stemmen, goed voor 7 zetels (6 voor de SLD, 1 voor de UP). 
In 2013 was er korte tijd sprake van dat de UP aan de (door de Palikot-Beweging gedomineerde) alliantie Europa Plus zou gaan deelnemen, maar uiteindelijk koos ze toch voor voortzetting van de samenwerking met de SLD. Bij de Europese Parlementsverkiezingen van 2014 behaalde de SLD-UP 9,44% van de stemmen en 5 zetels (4 voor de SLD, 1 voor de UP).
De SLD, UP en KPEiR werkten tijdens de regionale verkiezingen van 2014 opnieuw samen onder de naam "SLD Links Samen" (SLD Lewica Razem). Op 11 januari 2015 zegde de UP de samenwerking met de SLD echter op. Wel maakten beide partijen later dat jaar deel uit van de centrumlinkse alliantie Verenigd Links (ZL), die bij de parlementsverkiezingen van 2015 echter niet boven de kiesdrempel uit wist te komen en uit het parlement verdween.